# Urodzony sportowiec
Urodzony sportowiec lub Baseballista (The Natural) – amerykański film obyczajowy z 1984 roku w reżyserii Barry’ego Levinsona, nakręcony na podstawie powieści Bernarda Malamuda. Film był pierwszą produkcją wytwórni TriStar Pictures.

## Główne role
- Robert Redford - Roy Hobbs
- Glenn Close - Iris Gaines
- Kim Basinger - Memo Paris
- Wilford Brimley - Pop Fisher
- Barbara Hershey - Harriet Bird
- Richard Farnsworth - Red Blow
- Joe Don Baker - The Whammer
- John Finnegan - Sam Simpson
- Alan Fudge - Ed Hobbs
- Paul Sullivan Jr. - młody Roy
- Rachel Hall - młoda Iris
- Robert Rich III - Ted Hobbs
- Michael Madsen - Bartholomew 'Bump' Bailey
- Jon Van Ness - John Olsen
- Mickey Treanor - Doc Dizzy
- George Wilkosz - Bobby Savoy
- Anthony J. Ferrara - trener Wilson

## Fabuła
Roy Hobbs był gwiazdą baseballu w latach 30. Jego karierę przerywa próba zamachu na niego przez nieznaną kobietę. Powraca po 16 latach - jest nieznanym graczem w średnim wieku. Ale talent go nie opuścił - dzięki niewiarygodnym umiejętnościom prowadzi drużynę New York Knights do zwycięstwa.

## Nagrody i nominacje
Oscary za rok 1984
- Najlepsze zdjęcia - Caleb Deschanel (nominacja)
- Najlepsza scenografia i dekoracje wnętrz - Mel Bourne, Angelo P. Graham, Bruce Weintraub (nominacja)
- Najlepsza muzyka - Randy Newman (nominacja)
- Najlepsza aktorka drugoplanowa - Glenn Close (nominacja)

Złote Globy 1984
- Najlepsza aktorka drugoplanowa - Kim Basinger (nominacja)